# 中国の仏典の一覧
中国の仏典の一覧（ちゅうごくのぶってんのいちらん）では、中国の主な仏典の一覧を羅列する。（順不同）

## 漢訳仏典
- 児子経 (聖堅訳)
- 一切法高王経 (般若流支訳)
- 一切如来金剛三業最上秘密大教王経 (施護訳)
- 一切如来大秘密王未曽有最上微妙大曼拏羅経 (北宋・天息災訳)
- 一切如来真実攝経 (施護訳)
- 一切流攝守因経 (後漢・安世高訳)
- 一切秘密最上名義大教王経 (北宋・施護訳)
- 一切智光明仙人慈心因縁不食肉経
- 七女経 (三国呉・支謙訳)
- 七仏父母姓字経
- 七仏経 (南朝宋・法天訳)
- 七知経 (三国呉・支謙訳)
- 七処三観経 (後漢・安世高訳)
- 九色鹿経 (三国呉・支謙訳)
- 九横経 (後漢・安世高訳)
- 了義般若波羅蜜多経 (北宋・施護訳)
- 了本生死経 (三国呉・支謙訳)
- 人仙経 (南朝宋・法賢訳)
- 人本欲生経 (後漢・安世高訳)
- 入定不定印経 (唐・義浄訳)
- 入法界體性経 (隋・闍那崛多訳)
- 入無分別法門経 (北宋・施護訳)
- 入楞伽経 (菩提留支訳)
- 八大人覚経 (後漢・安世高訳)
- 八大菩薩経 (南朝宋・法賢訳)
- 八正道経 (後漢・安世高訳)
- 八師経 (三国呉・支謙訳)
- 八無暇有暇経 (義浄訳)
- 八陽神咒経 (西晋・竺法護訳)
- 八吉祥経 (伽婆羅訳)
- 八吉祥神咒経 (三国呉・支謙訳)
- 八部仏名経 (般若流支訳)
- 八仏名号経 (隋・闍那崛多訳)
- 八関斎経 (南朝宋・沮渠京声訳)
- 力士移山経 (西晋・竺法護訳)
- 力荘厳三昧経 (隋・那連提耶舎訳)
- 十二遊経 (迦留陀伽訳)
- 十二頭陀経 (南朝宋・求那跋陀羅訳)
- 十八泥犁経 (後漢・安世高訳)
- 十力経 (施護ほか訳)
- 十吉祥経
- 十地経 (達摩訳)
- 十号経 (天息災訳)
- 十一想思念如来経 (南朝宋・求那跋陀羅訳)
- 十二品生死経 (南朝宋・求那跋陀羅訳)
- 十二縁生祥瑞経 (北宋・施護訳)
- 十不善業道経 (日稱ほか訳)
- 十支居士八城人経 (後漢・安世高訳)
- 十方千五百仏名経
- 十住経 (後秦・鳩摩羅什訳)
- 十善業道経 (唐・実叉難陀訳)
- 三品弟子経 (支謙訳)
- 三曼陀跋陀羅菩薩経 (聶道真訳)
- 三種悉地破地獄轉業障出三界秘密陀羅尼法 (唐・善無畏訳)
- 三慧経
- 三摩竭経 (竺律炎訳)
- 三歸五戒慈心厭離功徳経
- 三轉法輪経 (唐・義浄訳)
- 千仏因縁経 (後秦・鳩摩羅什訳)
- 大三摩惹経 (南朝宋・法天訳)
- 大方便仏報恩経
- 大方等大集経 (北涼・曇無讖訳)
- 大方等大集経菩薩念仏三昧経 (隋・達摩笈多訳)
- 大方等大集経賢護分 (隋・闍那崛多訳)
- 大方等如来蔵経 (南朝宋・仏陀跋陀羅訳)
- 大方等無想経 (曇無讖訳)
- 大方広入如来知徳不思議経 (実叉難陀訳)
- 大方広十輪経
- 大方広三戒経 (曇無讖訳)
- 大方広如来不思議境界経 (実叉難陀訳)
- 大方広如来秘密蔵経
- 大方広如来蔵経
- 大方広仏華厳経修慈分 (提雲般若ほか訳)
- 大方広仏華厳経 (般若訳)
- 大方広仏華厳経 (仏陀跋陀羅訳)
- 大方広仏華厳経 (実叉難陀訳)
- 大方広仏華厳経入法界品 (地婆訶羅訳)
- 大方広仏華厳経不思議仏境界分 (提雲般若訳)
- 大方広師子吼経 (地婆訶羅訳)
- 大方広普賢所説経 (実叉難陀訳)
- 大方広圓覚修多羅了義経 (仏陀多羅訳)
- 大方広総持宝光明経 (南朝宋・法天訳)
- 大方広宝篋経 (南朝宋・求那跋陀羅訳)
- 大日経持誦次第儀軌
- 大日経略攝念誦隨行法 (唐・不空訳)
- 大正句王経 (南朝宋・法賢訳)
- 大生義経 (北宋・施護訳)
- 大明度経 (三国呉・支謙訳)
- 大法鼓経 (南朝宋・求那跋陀羅訳)
- 大花厳長者問仏那羅延力経 (唐・般若、利言訳)
- 大哀経 (西晋・竺法護訳)
- 大威灯光仙人問疑経 (闍那崛多ほか訳)
- 大毘盧遮那成仏神変加持経 (善無畏、一行)
- 大迦葉問大宝積正法 (北宋・施護訳)
- 大乗入楞伽経 (実叉難陀訳)
- 大乗入諸仏境界知光明経 (西晋・竺法護ほか訳)
- 大乗大集地蔵十輪経 (唐・玄奘訳)
- 大乗方広総持経 (尼多流支訳)
- 大乗四法経 (地婆訶羅訳)
- 大乗四法経 (実叉難陀訳)
- 大乗本生心地観経 (唐・般若、霊仙訳)
- 大乗同性経 (隋・闍那耶舎訳)
- 大乗百福相経 (地婆訶羅訳)
- 大乗百福荘厳相経 (地婆訶羅再訳)
- 大乗伽耶山頂経 (菩提流志訳)
- 大乗舍黎娑擔摩経 (北宋・施護訳)
- 大乗密厳経 (地婆訶羅訳)
- 大乗密厳経 (唐・不空訳)
- 大乗理趣六波羅蜜多経 (般若訳)
- 大乗頂王経 (月婆首那訳)
- 大乗悲分陀利経
- 大乗善見変化文殊師利問法経 (北宋・天息災訳)
- 大乗遍照光明蔵無字法門 (地婆訶羅再訳)
- 大乗離文字普光明蔵経 (地婆訶羅訳)
- 大乗宝月童子問法経 (北宋・施護訳)
- 大乗顕識経 (地婆訶羅訳)
- 大般若波羅蜜多経 (唐・玄奘訳)
- 大般涅槃経 (法顕訳)
- 大般涅槃経 (慧厳ほか泥洹経により加える)
- 大般涅槃経 (曇無讖訳)
- 大般涅槃経後分 (若那跋陀羅訳)
- 大堅固婆羅門縁起経 (北宋・施護ほか訳)
- 大荘厳法門経 (隋・那連提耶舎訳)
- 大荘厳論経 (後秦・鳩摩羅什訳)
- 大魚事経 (曇無蘭訳)
- 大悲経 (隋・那連提耶舎訳)
- 大集大虚空蔵菩薩所問経 (唐・不空訳)
- 大集法門経 (北宋・施護訳)
- 大集会正法経 (北宋・施護訳)
- 大集譬喩王経
- 大雲無想経 (後秦・竺仏念訳）
- 大意経 (南朝宋・求那跋陀羅訳）
- 大愛道般泥洹経 (白法祖訳)
- 大聖文殊師利菩薩仏刹功徳荘厳経 (唐・不空訳)
- 大道場毗盧遮那如来自受用
- 大樓炭経 (西晋・法立、法炬訳）
- 大樂金剛不空真実三麼耶経 (唐・不空訳)
- 大樹緊那羅王所問経 (後秦・鳩摩羅什訳)
- 大薩遮尼乾子所説経 (菩提流支訳)
- 大宝積経 (菩提流支訳)
- 小品般若波羅蜜経 (後秦・鳩摩羅什訳)
- 小道地経 (後漢・支曜訳)
- 不必定入定入印経 (般若流支訳)
- 不思議光菩薩所説経 (後秦・鳩摩羅什訳)
- 不退転法輪経
- 中本起経 (曇果、康孟詳訳)
- 中阿含経 (瞿曇僧伽提婆訳)
- 中陰経 (仏念訳)
- 五千五百仏名神咒除障滅罪経 (隋・闍那崛多訳)
- 五母子経 (三国呉・支謙訳)
- 五門禅経要用法 (曇摩蜜多訳)
- 五苦章句経 (曇無蘭訳)
- 五陰譬喩経 (後漢・安世高訳)
- 五蘊皆空経 (唐・義浄訳)
- 仁王護国般若波羅蜜多経 (唐・不空訳)
- 六度集経 (三国呉・康僧会訳)
- 六菩薩亦當誦持経
- 六趣輪回経 (日稱ほか訳)
- 分別布施経 (北宋・施護訳)
- 分別善悪報応経 (北宋・天息災訳)
- 分別業報略経 (僧伽跋摩訳)
- 分別縁起初勝法門経 (唐・玄奘訳)
- 天請問経 (唐・玄奘訳)
- 太子須大挐経 (聖堅訳)
- 太子瑞應本起経 (三国呉・支謙訳)
- 太子慕魄経 (後漢・安世高訳)
- 文陀竭王経 (曇無讖訳)
- 文殊支利普超三昧経 (西晋・竺法護訳)
- 文殊師利仏土厳淨経 (西晋・竺法護訳)
- 文殊師利所説不思議仏境界経 (菩提流支訳)
- 文殊師利所説般若波羅蜜経 (僧伽婆羅訳)
- 文殊師利所説摩訶般若波羅蜜経 (曼陀羅仙訳)
- 文殊師利問菩提経 (後秦・鳩摩羅什訳)
- 文殊師利問菩薩署経 (支婁迦讖訳)
- 文殊師利問経 (僧伽婆羅訳)
- 文殊師利發願経 (仏陀跋陀羅訳)
- 文殊問経字母品第十四
- 方広大荘厳経 (地婆訶羅訳)
- 月光菩薩経 (南朝宋・法賢訳)
- 月明菩薩経 (三国呉・支謙訳)
- 月喩経 (北宋・施護訳)
- 月灯三昧経 (隋・那連提耶舎訳)
- 比丘避女悪名欲自殺経 (西晋・法炬訳)
- 比丘聴施経 (曇無蘭訳)
- 水沫所漂経 (曇無蘭訳)
- 父子合集経 (日稱ほか訳)
- 出曜経 (仏念訳)
- 占察善悪業報経 (菩提灯訳)
- 古来世時経
- 右繞仏塔功徳経 (実叉難陀ほか訳)
- 四人出現世間経 (南朝宋・求那跋陀羅訳)
- 四十二章経 (後漢・迦葉摩騰、竺法蘭訳)
- 四未曽有法経 (西晋・竺法護訳)
- 四泥犁経 (曇無蘭訳)
- 四品学法経 (南朝宋・求那跋陀羅訳)
- 四童子三昧経 (隋・闍那崛多訳)
- 四諦経 (後漢・安世高訳)
- 央掘魔羅経 (南朝宋・求那跋陀羅訳)
- 尼拘陀梵志経 (北宋・施護ほか訳)
- 本事経 (玄奘訳)
- 本相猗致経 (後漢・安世高訳)
- 未来星宿劫千仏名経
- 正法念処経 (般若流支訳)
- 正声経 (西晋・竺法護訳)
- 玉耶女経
- 玉耶経 (曇無蘭訳)
- 生経 (西晋・竺法護訳)
- 申日児本経 (南朝宋・求那跋陀羅訳)
- 白衣金幢二婆羅門縁起経 (北宋・施護ほか訳)
- 伏淫経 (西晋・法炬訳)
- 光賛経 (西晋・竺法護訳)
- 合部金光明経 (曇無讖訳)
- 地蔵菩薩本願経 (実叉難陀訳)
- 如幻三摩地無量印法門 (北宋・施護ほか訳)
- 如来不思議秘密大乗経 (西晋・竺法護ほか訳)
- 如来示教勝軍王経 (唐・玄奘訳)
- 如来師子吼経 (仏陀扇多訳)
- 如来荘厳知慧光明入一切仏境界経 (達摩流支訳)
- 有徳女所問大乗経 (菩提流支訳)
- 百千頌大集経地蔵菩薩請問法身賛 (唐・不空訳)
- 百喩経 (求那毗地訳)
- 自在王菩薩経 (後秦・鳩摩羅什訳)
- 仏入涅槃密跡金剛力士哀恋経
- 仏五百弟子自説本起経 (西晋・竺法護訳)
- 仏本行集経 (闍那崛多訳)
- 仏本行経 (宝雲訳)
- 仏母出生三法蔵般若波羅蜜経 (北宋・施護訳)
- 仏母般泥洹経 (慧簡訳)
- 仏母宝徳蔵般若波羅蜜経 (南朝宋・法賢訳)
- 仏所行賛 (曇無讖訳)
- 仏治身経
- 仏垂般涅槃略説教誡経 (後秦・鳩摩羅什訳)
- 仏為年少比丘説正事経 (西晋・法炬訳)
- 仏為阿支羅迦葉自化作苦経
- 仏為首迦長者説業報差別経 (法知訳)
- 仏為娑伽羅竜王所説大乗経 (北宋・施護訳)
- 仏為海竜王説法印経 (唐・義浄訳)
- 仏為勝光天子説王法経 (唐・義浄訳)
- 仏為黃竹園老婆羅門説学
- 仏為優填王説王法政論経
- 仏般泥洹経 (白法祖訳)
- 仏頂尊勝心破地獄轉業障出三界秘密三身仏果三種悉地真言儀軌 (善無畏訳)
- 仏華厳入如来徳知不思議境界経 (隋・闍那崛多訳)
- 仏開解梵志阿颰経 (三国呉・支謙訳)
- 仏滅度後棺斂葬送経
- 仏語経 (菩提流支訳)
- 大方等修多羅王経 (菩提流支訳)
- 大方等頂王経 (西晋・竺法護訳)
- 大方広未曽有経善巧方便品 (北宋・施護訳)
- 大方広善巧方便経 (北宋・施護訳)
- 大方広菩薩十地経 (吉迦夜訳)
- 大安般守意経 (後漢・安世高訳)
- 大自在天子因地経 (北宋・施護訳)
- 大阿弥陀経 (王日休校輯)
- 大迦葉本経 (西晋・竺法護訳)
- 大乗十法経 (僧伽婆羅訳)
- 大乗大方広仏冠経 (西晋・竺法護ほか訳)
- 大乗不思議神通境界経 (施護訳)
- 大乗方等要慧経 (後漢・安世高訳)
- 大乗日子王所問経 (南朝宋・法天訳)
- 大乗流転諸有経 (唐・義浄訳)
- 大乗造像功徳経 (提雲般若訳)
- 大乗知印経 (知吉祥等訳)
- 大乗無量寿荘厳経 (南朝宋・法賢訳)
- 大乗菩薩蔵正法経 (西晋・竺法護ほか訳)
- 大乗稲稈経
- 大乗隨轉宣説諸法経 (紹徳ほか訳)
- 大般泥洹経 (法顕訳)
- 大淨法門経 (法護訳)
- 大悲空知金剛大教王儀軌経 (法護訳)
- 不自守意経 (三国呉・支謙訳)
- 不増不減経 (菩提流支訳)
- 五十頌聖般若波羅蜜経 (北宋・施護訳)
- 五大施経 (北宋・施護訳)
- 五王経
- 五無反復経 (沮渠京声訳)
- 仁王般若波羅蜜経 (後秦・鳩摩羅什訳)
- 内身観章句経
- 内蔵百宝経 (支婁迦讖訳)
- 六道伽陀経 (法天訳)
- 分別善悪所起経 (後漢・安世高訳)
- 分別経 (竺法護訳)
- 分別縁生経 (南朝宋・法天訳)
- 天王太子辟羅経
- 太子刷護経 (西晋・竺法護訳)
- 太子和休経
- 幻士仁賢経 (西晋・竺法護訳)
- 幻化網大瑜伽教十忿怒明王観想儀軌経 (法賢訳)
- 心明経 (西晋・竺法護訳)
- 文殊師利行経 (豆那掘多訳)
- 文殊師利巡行経 (菩提流支訳)
- 文殊師利般涅槃経 (聶道真訳)
- 文殊師利淨律経 (西晋・竺法護訳)
- 文殊師利現宝蔵経 (西晋・竺法護訳)
- 文殊悔過経 (西晋・竺法護訳)
- 方等般泥洹経
- 月上女経 (隋・闍那崛多訳)
- 月光童子経 (西晋・竺法護訳)
- 月灯三昧経 (南朝宋・先公訳)
- 木患子経
- 父母恩重難報経 (後漢・安世高訳)
- 出生菩提心経 (闍那崛多訳)
- 出家功徳経
- 出家縁経 (後漢・安世高訳)
- 四不可得経 (竺法護訳)
- 四天王経 (知厳、宝雲訳)
- 四自侵経 (竺法護訳)
- 四品法門経 (法賢訳)
- 四無所畏経 (施護訳)
- 四輩経 (竺法護訳)
- 四願経 (支謙訳)
- 巨力長者所問大乗経 (知吉祥ほか訳)
- 弘道広顕三昧経 (西晋・竺法護訳)
- 未生冤経 (三国呉・支謙訳)
- 未曽有正法経 (南朝宋・法天訳)
- 未曽有因縁経 (曇景訳)
- 未曽有経
- 末羅王経 (沮渠京声訳)
- 申日経 (西晋・竺法護訳)
- 光明童子因縁経 (北宋・施護訳)
- 因縁僧護経
- 如幻三昧経 (西晋・竺法護訳)
- 如来知印経
- 如来独證自誓三昧経 (西晋・竺法護訳)
- 如来興顕経 (西晋・竺法護訳)
- 成具光明定意経 (後漢・支曜訳)
- 百仏名経 (隋・那連提耶舎訳)
- 老女人経 (三国呉・支謙訳)
- 老母女六英経 (南朝宋・求那跋陀羅訳)
- 老母経
- 自愛経 (曇無蘭訳)
- 自誓三昧経 (後漢・安世高訳)
- 仏大僧大経 (沮渠京声訳)
- 仏印三昧経 (後漢・安世高訳)
- 仏名経 (文宣公訳)
- 仏地経 (唐・玄奘訳)
- 仏医経 (律炎、支越訳)
- 作仏形像経
- 布施経 (南朝宋・法賢訳)
- 孝子経
- 孛経抄 (支謙訳)
- 沙曷比丘功徳経 (西晋・法炬訳)
- 決定毗尼経
- 決定義経 (法賢訳)
- 決定総持経 (竺法護訳)
- 見正経 (曇無蘭訳)
- 身毛喜豎経 (惟浄訳)
- 乳光仏経 (竺法護訳)
- 呵雕阿那鋡経 (曇無蘭訳)
- 忠心経 (曇無蘭訳)
- 放缽経
- 法身経 (法賢訳)
- 法受塵経 (後漢・安世高訳)
- 法律三昧経 (三国呉・支謙訳)
- 法乗義決定経 (金総持ほか訳)
- 法常住経
- 声三昧経 (智厳訳)
- 法集名数経 (施護訳)
- 法集経 (菩提流支訳)
- 法滅盡経
- 盂蘭盆経 (西晋・竺法護訳)
- 初分説経 (北宋・施護訳)
- 金光王童子経 (南朝宋・法賢訳)
- 金剛場荘厳般若波羅 (施護訳)
- 金耀童子経 (北宋・天息災訳)
- 長者子制経 (後漢・安世高訳)
- 長者子懊悩三処経 (後漢・安世高訳)
- 長者法志妻経
- 長者音悦経 (三国呉・支謙訳)
- 阿惟越致遮経 (西晋・竺法護訳)
- 阿鳩留経
- 阿闍世王経 (支婁迦讖訳)
- 阿弥陀経 (後秦・鳩摩羅什訳)
- 阿難分別経 (法堅訳)
- 阿難四事経 (三国呉・支謙訳)
- 信解知力経 (法賢訳)
- 尸迦羅越六方禮経 (後漢・安世高訳)
- 帝釈所問経 (南朝宋・法賢訳)
- 帝釈般若波羅蜜多心 (北宋・施護訳)
- 施灯功徳経 (隋・那連提耶舎訳)
- 枯樹経
- 毗奈耶経
- 甚深大回向経
- 耶祇経 (沮渠京声訳)
- 胞胎経 (西晋・竺法護訳)
- 首楞厳三昧経 (後秦・鳩摩羅什訳)
- 奈女耆婆経 (後漢・安世高訳)
- 孫多耶致経 (三国呉・支謙訳)
- 時非時経 (若羅厳訳)
- 校量數珠功徳経 (唐・宝思惟訳)
- 海竜王経 (西晋・竺法護訳)
- 浴像功徳経 (唐・宝思惟訳)
- 琉璃王経 (西晋・竺法護訳)
- 秘密三昧大教王経 (施護訳)
- 秘密相経
- 能斷金剛般若波羅蜜多経 (唐・義浄訳)
- 除恐災患経 (聖堅訳)
- 鬼問目連経 (後漢・安世高訳)
- 旃陀越国王経 (沮渠京声訳)
- 栴檀樹経
- 堅固女経 (隋・那連提耶舎訳)
- 堅意経 (後漢・安世高訳)
- 婦人遇辜経 (聖堅訳)
- 梵志女首意経 (西晋・竺法護訳)
- 梵摩難国王経
- 清淨心経 (施護ほか訳)
- 淨飯王般涅槃経 (沮渠京声訳)
- 淨意優婆塞所問経 (施護訳)
- 略教戒経 (義浄訳)
- 荘厳菩提心経 (後秦・鳩摩羅什訳)
- 処処経 (後漢・安世高訳)
- 貧窮老公経 (慧簡訳)
- 逝童子経 (支法度訳)
- 造立形像福報経
- 造塔功徳経 (日照訳)
- 鹿母経 (西晋・竺法護訳)
- 勝軍王所問経 (北宋・施護訳)
- 勝義空経 (北宋・施護ほか訳)
- 報恩奉盆経
- 尊那経 (法賢訳)
- 普門品経 (西晋・竺法護訳)
- 無二平等最上瑜伽大教王経 (施護訳)
- 無上依経 (南朝梁・真諦訳)
- 無上処経
- 無希望経 (竺法護訳)
- 無言童子経 (西晋・竺法護訳)
- 無垢賢女経 (西晋・竺法護訳)
- 無畏授所問大乗経 (北宋・施護訳)
- 無常経 (義浄訳)
- 無量清淨平等覺経 (支婁迦讖訳)
- 無量寿経 (康僧鎧訳)
- 發菩提心破諸魔経 (施護訳)
- 菩薩十住経 (祇多蜜訳)
- 菩薩內習六波羅蜜経 (厳仏調訳)
- 菩薩修行四法経 (地婆訶羅訳)
- 菩薩修行経 (白法祖訳)
- 菩薩逝経 (白法祖訳)
- 華手経 (後秦・鳩摩羅什訳)
- 象腋経 (曇摩蜜多訳)
- 象頭精舍経 (毗尼多流支訳)
- 越難経 (聶承遠訳)
- 超日明三昧経 (西晋・聶承遠訳)
- 進学経 (沮渠京声訳)
- 須真天子経 (西晋・竺法護訳)
- 須摩提長者経 (三国呉・支謙訳)
- 須摩提菩薩経 (後秦・鳩摩羅什訳)
- 須賴経 (支施侖訳)
- 黒氏梵志経 (三国呉・支謙訳)
- 嗟韈曩法天子受三歸依獲免悪道経 (南朝宋・法天訳)
- 滅十方冥経 (西晋・竺法護訳)
- 温室洗浴衆僧経 (後漢・安世高訳)
- 瑜伽大教王経 (法賢訳)
- 當来変経 (西晋・竺法護訳)
- 罪業應報教化地獄経 (後漢・安世高訳)
- 罪福報應経 (南朝宋・求那跋陀羅訳)
- 義足経 (三国呉・支謙訳)
- 腹中女聽経 (曇無讖訳)
- 解節経 (真諦訳)
- 解憂経 (法天訳)
- 較量一切仏刹功徳経 (南朝宋・法賢訳)
- 較量壽命経 (天息災訳)
- 道神足無極変化経 (安法欽訳)
- 遍照般若波羅蜜経 (北宋・施護訳)
- 慢法経 (西晋・法炬訳)
- 演道俗業経 (聖堅訳)
- 稱揚諸仏功徳経 (吉迦夜訳)
- 維摩詰経 (三国呉・支謙訳)
- 広博厳淨不退転輪経 (智厳訳)
- 徳護長者経 (隋・那連提耶舎訳)
- 慧印三昧経 (三国呉・支謙訳)
- 摩登女解形中六事経
- 摩訶衍宝厳経
- 摩訶迦葉度貧母経 (南朝宋・求那跋陀羅訳)
- 摩訶刹頭経 (後秦・聖堅訳)
- 摩達国王経 (沮渠京声訳)
- 摩鄧女経 (後漢・安世高訳)
- 樓閣正法甘露鼓経 (北宋・天息災訳)
- 稻稈経 (失訳人名)
- 罵意経 (後漢・安世高訳)
- 諸行有為経 (法天訳)
- 諸仏経 (北宋・施護訳)
- 諸法本無経 (隋・闍那崛多訳)
- 法勇王経 (曇摩密多訳)
- 諸徳福田経 (西晋・法立、法炬訳)
- 賢者五福徳経 (白法祖訳)
- 賢首経 (聖堅訳)
- 輪轉五道罪福報応経 (南朝宋・求那跋陀羅訳)
- 頞多和多耆経
- 懈怠耕者経 (恵簡訳)
- 樹提伽経 (南朝宋・求那跋陀羅訳)
- 興起行経 (康孟詳訳)
- 諫王経 (沮渠京声訳)
- 遺日摩尼宝経 (支婁迦讖訳)
- 隨勇尊者経 (北宋・施護ほか訳)
- 竜施女経 (三国呉・支謙訳)
- 竜施菩薩本起経 (西晋・竺法護訳)
- 優填王経 (西晋・法炬訳)
- 弥勒下生成仏経 (後秦・鳩摩羅什訳)
- 弥勒下生経 (西晋・竺法護訳)
- 弥勒大成仏経 (後秦・鳩摩羅什訳)
- 弥勒来時経
- 済諸方等学経 (西晋・竺法護訳)
- 濡首菩薩無上清淨分 (翔公訳)
- 禅行三十七品経 (後漢・安世高訳)
- 舊城喩経 (南朝宋・法賢訳)
- 薩羅国経
- 轉女身経 (曇摩蜜多訳)
- 轉有経 (仏陀扇多訳)
- 離垢施女経 (西晋・竺法護訳)
- 雜蔵経 (法顕訳)
- 犢子経 (支謙訳)
- 羅摩伽経 (聖堅訳)
- 藥師如来本願経 (達摩笈多訳)
- 宝如来三昧経 (晋・祇多蜜訳)
- 宝雨経 (達摩流支訳)
- 宝網経 (西晋・竺法護訳)
- 灌洗仏形像経 (西晋・法炬訳)
- 護淨経
- 魔逆経 (西晋・竺法護訳)
- 観仏三昧海経 (仏陀跋陀羅訳)
- 観普賢菩薩行法経 (無蜜多訳)
- 観無量寿経 (南朝宋・畺良耶舎訳)
- 仏臨涅槃記法住経 (唐・玄奘訳)
- 仏蔵経 (後秦・鳩摩羅什訳)
- 伽耶山頂経 (菩提流支訳)
- 坐禅三昧経 (後秦・鳩摩羅什訳)
- 妙吉祥菩薩所問大乗法螺経 (南朝宋・法賢訳)
- 妙色王因縁経 (唐・義浄訳)
- 妙法聖念処経 (法天訳)
- 妙法蓮華経 (後秦・鳩摩羅什訳)
- 妙臂菩薩所問経 (法天訳)
- 弟子死複生経 (沮渠京声訳)
- 戒香経 (南朝宋・法賢訳)
- 戒徳香経 (曇無蘭訳)
- 求欲経 (西晋・法炬訳)
- 沙弥羅経
- 私呵昧経 (三国呉・支謙訳)
- 貝多樹下思惟十二因縁経 (三国呉・支謙訳)
- 身観経 (西晋・竺法護訳)
- 邪見経
- 受持七仏名號所生功徳経 (唐・玄奘訳)
- 受菩提心戒儀 (不空訳)
- 受新歳経 (西晋・竺法護訳)
- 受歳経 (西晋・竺法護訳)
- 念誦結護法普通諸部 (金剛智授)
- 所欲致患経 (竺法護訳)
- 拔一切業障根本得生淨土陀羅尼 (南朝宋・求那跋陀羅訳)
- 拔陂菩薩経
- 放牛経 (後秦・鳩摩羅什訳)
- 放光般若経 (無羅叉訳)
- 泥犁経 (曇無蘭訳)
- 波斯匿王太后崩塵土坌身経 (西晋・法炬訳)
- 法句経 (維祇難ほか訳)
- 法句譬喩経 (法炬、法立訳)
- 法印経 (北宋・施護訳)
- 法海経 (西晋・法炬訳)
- 法集要頌経 (北宋・天息災訳)
- 法鏡経
- 法観経 (西晋・竺法護訳)
- 治意経
- 治禅病秘要法 (南朝宋・沮渠京声訳)
- 舍利弗摩訶目連遊四衢経 (康孟詳訳)
- 舍衛国王十夢経
- 舍衛国王夢見十事経
- 采花違王上仏授決號妙花経 (曇無蘭訳)
- 金光明最勝王経 (唐・義浄訳)
- 金光明経 (曇無讖訳)
- 金色王経 (瞿曇般若流支訳)
- 金色童子因縁経 (惟浄ほか訳)
- 金剛三昧経
- 金剛能斷般若波羅蜜経 (達摩笈多訳)
- 金剛般若波羅蜜経 (後秦・鳩摩羅什訳)
- 金剛般若波羅蜜経 (菩提流支訳)
- 金剛般若波羅蜜経 (真諦訳)
- 金剛頂一切如来真実攝大乗現證大教王経 (不空訳)
- 金剛頂瑜伽三十七尊出生義 (不空訳)
- 金剛頂瑜伽三十七尊禮 (不空訳)
- 金剛頂瑜伽中略出念誦経 (金剛智訳)
- 金剛頂瑜伽念珠経 (不空訳)
- 金剛頂瑜伽修習毗盧遮那三摩地法 (金剛智訳)
- 金剛頂瑜伽理趣般若経
- 金剛頂瑜伽護摩儀軌 (不空訳)
- 金剛頂経毗盧遮那一百八尊法身契印 (善無畏、一行訳)
- 金剛頂経瑜伽十八会指歸
- 金剛頂蓮華部心念誦儀軌
- 長爪梵志請問経 (唐・義浄訳)
- 長者女菴提遮師子吼了義経
- 長者子六過出家経 (慧簡訳)
- 長阿含十報法経 (後漢・安世高訳)
- 長阿含経 (竺仏念訳)
- 長寿王経
- 陀羅尼集経 (阿地瞿多訳)
- 阿含正行経 (後漢・安世高訳)
- 阿那邠邸化七子経 (後漢・安世高訳)
- 阿那律八念経 (後漢・支曜訳)
- 阿差末菩薩経 (西晋・竺法護訳)
- 阿速達経 (南朝宋・求那跋陀羅訳)
- 阿耨風経 (曇無蘭訳)
- 阿闍世王授決経 (西晋・法炬訳)
- 阿闍貰王女阿朮達菩薩経 (西晋・竺法護訳)
- 阿弥陀三耶三仏薩樓仏檀過度人道経 (三国呉・支謙訳)
- 阿弥陀鼓音声王陀羅尼経
- 阿羅漢具徳経 (南朝宋・法賢訳)
- 阿難七夢経 (曇無蘭訳)
- 阿難同学経 (後漢・安世高訳)
- 阿難問事仏吉凶経 (後漢・安世高訳)
- 阿閦仏国経 (支婁迦讖訳)
- 信力入印法門経 (曇摩流支訳)
- 信仏功徳経 (南朝宋・法賢訳)
- 前世三転経 (西晋・法炬訳)
- 南無諸仏要集経
- 咸水喩経
- 度一切諸仏境界知厳経 (僧伽婆羅ほか訳)
- 度世品経 (西晋・竺法護訳)
- 度諸仏境界知光厳経
- 思益梵天所問経 (後秦・鳩摩羅什訳)
- 思惟略要法 (後秦・鳩摩羅什訳)
- 持人菩薩経 (西晋・竺法護訳)
- 持心梵天所問経
- 持世経 (後秦・鳩摩羅什訳)
- 施食獲五福報経
- 是法非法経 (後漢・安世高訳)
- 毗耶娑問経 (般若流支訳)
- 毗婆尸仏経 (南朝宋・法天訳)
- 毗盧遮那五字真言修習儀軌 (不空訳)
- 甚稀有経 (唐・玄奘訳)
- 相應相可経 (西晋・法炬訳)
- 相続解脱地波羅蜜了義経 (南朝宋・求那跋陀羅訳)
- 相続解脱如来所作隨順処了義経
- 胎蔵金剛教法名號 (義操集)
- 苦陰因事経 (西晋・法炬訳)
- 苦陰経
- 迦葉赴仏般涅槃経 (曇無蘭訳)
- 鬱迦羅越問菩薩行経 (西晋・竺法護訳)
- 食施獲五福報経
- 恒水経 (西晋・法炬訳)
- 修行本起経 (大力、康孟詳訳)
- 修行道地経 (西晋・竺法護訳)
- 唐梵翻対字音般若波羅蜜多心経 (唐・不空訳)
- 差摩婆帝授記経 (菩提流支訳)
- 師子月仏本生経
- 師子素馱娑王斷肉経 (智厳訳)
- 師子荘厳王菩薩請問経 (那提訳)
- 息諍因縁経 (北宋・施護訳)
- 海八徳経 (後秦・鳩摩羅什訳)
- 海意菩薩所問淨印法門 (惟浄訳)
- 浴仏功徳経 (唐・義浄訳)
- 般舟三昧経 (支婁迦讖訳)
- 般泥洹後灌臘経 (西晋・竺法護訳)
- 般泥洹経
- 般若波羅蜜多心経 (法成訳)
- 般若波羅蜜多心経 (唐・玄奘訳)
- 般若波羅蜜多心経 (般若、利言ほか訳)
- 般若波羅蜜多心経 (知慧輪訳)
- 起世因本経 (達摩笈多訳)
- 起世経 (隋・闍那崛多ほか訳)
- 除蓋障菩薩所問経 (西晋・竺法護ほか訳)
- 馬有八態譬人経 (後漢・支曜訳)
- 馬有三相経 (後漢・支曜訳)
- 兜沙経 (支婁迦讖訳)
- 兜調経
- 曼殊室利咒蔵中校量數珠功徳経 (義浄訳)
- 商主天子所問経 (隋・闍那崛多訳)
- 国王不梨先泥十夢経 (曇無蘭訳)
- 婆羅門子命終愛念不離経 (後漢・安世高訳)
- 婆羅門避死経 (後漢・安世高訳)
- 寂志果経 (曇無蘭訳)
- 寂照神変三摩地経 (唐・玄奘訳)
- 得無垢女経 (般若流支訳)
- 得道梯橙錫杖経
- 惟日雑難経 (支謙訳)
- 梵志計水浄経
- 梵志頞波羅延問種尊経 (曇無蘭訳)
- 梵網六十二見経 (三国呉・支謙訳)
- 梵網経 (鳩摩羅什訳)
- 梵摩渝経 (三国呉・支謙訳)
- 添品妙法蓮華経 (闍那崛多、達摩笈多訳)
- 深密解脱経 (菩提流支訳)
- 現在賢劫千仏名経
- 略述金剛頂瑜伽分別聖位修證法門
- 異出菩薩本起経 (聶道真訳)
- 衆許摩訶帝経 (南朝宋・法賢訳)
- 衆経撰雜譬喩 (後秦・鳩摩羅什訳)
- 第一義法勝経 (般若流支訳)
- 都部陀羅尼目
- 陰持入経 (後漢・安世高訳)
- 頂生王因縁経 (北宋・施護訳)
- 頂生王故事経 (西晋・法炬訳)
- 鹿母経 (西晋・竺法護訳)
- 最勝問菩薩十住除垢断結経 (仏念訳)
- 最無比経 (唐・玄奘訳)
- 勝天王般若波羅蜜経 (月婆首那訳)
- 勝思惟梵天所問経 (菩提流支訳)
- 勝鬘師子吼一乗大方便方広経 (南朝宋・求那跋陀羅訳)
- 尊上経 (西晋・竺法護訳)
- 悲華経 (曇無讖訳)
- 普法義経 (後漢・安世高訳)
- 普達王経
- 普遍知蔵般若波羅蜜多心経 (法月重訳)
- 普賢菩薩行願賛
- 普曜経 (西晋・竺法護訳)
- 無字宝篋経 (菩提流支訳)
- 無所有菩薩経 (隋・闍那崛多ほか訳)
- 無垢優婆夷問経 (般若流支訳)
- 無量義経 (曇摩伽陀耶舎訳)
- 無極宝三昧経 (西晋・竺法護訳)
- 發覚淨心経 (志徳訳)
- 等目菩薩所問三昧経 (西晋・竺法護訳)
- 等集衆徳三昧経 (西晋・竺法護訳)
- 給孤長者女得度因縁経 (北宋・施護訳)
- 善生子経 (支法度訳)
- 善思童子経 (隋・闍那崛多訳)
- 菩薩児子経
- 菩薩十住行道品 (西晋・竺法護訳)
- 菩薩本生鬘論 (紹徳慧絢ほか訳)
- 菩薩本行経
- 菩薩本業経 (三国呉・支謙訳)
- 菩薩本縁経 (三国呉・支謙訳)
- 菩薩生地経 (三国呉・支謙訳)
- 菩薩行五十縁身経 (竺法護訳)
- 菩薩行方便境界神通変化経 (南朝宋・求那跋陀羅訳)
- 菩薩投身飴餓虎起塔因縁経 (法盛訳)
- 菩薩念仏三昧経 (功徳直訳)
- 菩薩從兜術天降神母胎説 (竺仏念訳)
- 菩薩訶色欲法経 (後秦・鳩摩羅什訳)
- 菩薩瓔珞経 (後秦・竺仏念訳)
- 虚空孕菩薩経 (隋・闍那崛多訳)
- 虚空蔵菩薩神咒経 (曇摩蜜多訳)
- 虚空蔵菩薩経 (仏陀耶舎訳)
- 開覺自性般若波羅蜜多経 (惟浄ほか訳)
- 集一切福徳三昧経 (後秦・鳩摩羅什訳)
- 順權方便経 (西晋・竺法護訳)
- 須達経 (求那毗地訳)
- 須摩提女経 (三国呉・支謙訳)
- 須摩提経 (菩提流支訳)
- 園生樹経 (北宋・施護訳)
- 意経 (西晋・竺法護訳)
- 慈氏菩薩所説大乗縁生稲芉喩経
- 新歳経 (曇無蘭訳)
- 楞伽阿跋多羅宝経 (南朝宋・求那跋陀羅訳)
- 楞厳経
- 瑜伽金剛頂経釈字母品
- 群牛譬経 (西晋・法炬訳)
- 聖八千頌般若波羅蜜多経 (北宋・施護訳)
- 聖仏母小字般若波羅蜜多経 (北宋・天息災訳)
- 聖仏母般若波羅蜜多経 (北宋・施護訳)
- 聖法印経 (西晋・竺法護訳)
- 聖善住意天子所問経 (般若流支訳)
- 解夏経 (南朝宋・法賢訳)
- 解深密経 (唐・玄奘訳)
- 道地経 (後漢・安世高訳)
- 道行般若経
- 達摩多羅禅経 (仏陀跋陀羅訳)
- 過去世仏分衛経 (西晋・竺法護訳)
- 過去現在因果経 (南朝宋・求那跋陀羅訳)
- 過去荘厳劫千仏名経 (南朝宋・畺良耶舎訳)
- 犍陀国王経 (後漢・安世高訳)
- 僧伽吒経 (月婆首那訳)
- 僧伽羅刹所集経 (僧伽跋澄ほか訳)
- 実相般若波羅蜜経 (菩提流支訳)
- 弊魔試目連経 (三国呉・支謙訳)
- 漏分佈経 (後漢・安世高訳)
- 満願子経
- 漸備一切知徳経
- 福力太子因縁経
- 称賛大乗功徳経 (唐・玄奘訳)
- 称賛淨土仏攝受経 (唐・玄奘訳)
- 維摩詰所説経 (後秦・鳩摩羅什訳)
- 説妙法決定業障経 (知智訳)
- 説無垢稱経 (唐・玄奘訳)
- 銀色女経 (仏陀扇多訳)
- 增壹阿含経 (瞿曇僧伽提婆訳)
- 広義法門経 (真諦訳)
- 徳光太子経 (西晋・竺法護訳)
- 慧上菩薩問大善權経 (西晋・竺法護訳)
- 摩訶般若波羅蜜大明咒経 (後秦・鳩摩羅什訳)
- 摩訶般若波羅蜜経 (後秦・鳩摩羅什訳)
- 摩訶般若鈔経 (竺仏念訳)
- 摩訶摩耶経 (曇景訳)
- 撰集百縁経 (三国呉・支謙訳)
- 数経 (西晋・法炬訳)
- 樂想経 (西晋・竺法護訳)
- 樂瓔珞荘厳方便品経 (曇摩耶舎訳)
- 箭喩経
- 縁本致経
- 縁生初勝分法本経 (達摩笈多訳)
- 縁起経 (唐・玄奘訳)
- 縁起聖道経 (唐・玄奘訳)
- 蓮華面経 (隋・那連提耶舎訳)
- 諸仏要集経 (西晋・竺法護訳)
- 諸仏境界攝真実経 (般若流支訳)
- 諸法本経 (三国呉・支謙訳)
- 諸法最上王経 (闍那崛多訳)
- 諸法無行経 (後秦・鳩摩羅什訳)
- 諸法集要経 (日稱ほか訳)
- 諸菩薩求仏本業経 (聶道真訳)
- 賢劫十六尊
- 賢劫経 (西晋・竺法護訳)
- 賢愚経 (慧覚ほか訳)
- 輪王七宝経 (北宋・施護訳)
- 餓鬼報應経
- 奮迅王問経 (般若流支訳)
- 灯指因縁経 (後秦・鳩摩羅什訳)
- 盧至長者因縁経
- 禦制観世音普門品経序
- 賴吒和羅経 (三国呉・支謙訳)
- 閻羅王五天使者経 (慧簡訳)
- 頻毗娑羅王詣仏供養経 (西晋・法炬訳)
- 頻婆娑羅王経 (南朝宋・法賢訳)
- 鴦崛髻経 (西晋・法炬訳)
- 鴦掘摩経 (西晋・竺法護訳)
- 竜王兄弟経 (三国呉・支謙訳)
- 優陂夷堕舍迦経
- 優婆夷浄行法門経
- 弥勒菩薩所問本願経 (西晋・竺法護訳)
- 應法経 (西晋・竺法護訳)
- 禅行法想経 (後漢・安世高訳)
- 禅法要解 (後秦・鳩摩羅什訳)
- 禅要経
- 禅秘要法経 (後秦・鳩摩羅什訳)
- 總釈陀羅尼義賛 (不空釈)
- 謗仏経 (菩提流支訳)
- 齋経 (三国呉・支謙訳)
- 鞞摩肅経 (南朝宋・求那跋陀羅訳)
- 瞿曇弥記果経 (慧簡訳)
- 瞻婆比丘経 (西晋・法炬訳)
- 舊雜譬喩経 (三国呉・康僧会訳)
- 薩缽多酥哩逾捺野経 (南朝宋・法賢訳)
- 薩曇分陀利経
- 轉法輪経 (後漢・安世高訳)
- 醫喩経 (北宋・施護訳)
- 離垢慧菩薩所問禮仏法経 (那提訳)
- 離睡経 (西晋・竺法護訳)
- 雜阿含経 (南朝宋・求那跋陀羅訳)
- 雜宝蔵経 (吉迦夜、曇曜訳)
- 雜譬喩経 (支婁迦讖訳)
- 羅雲忍辱経 (西晋・法炬訳)
- 藥師琉璃光七仏本願功徳経 (唐・義浄訳)
- 藥師琉璃光如来本願功徳経 (唐・玄奘訳)
- 蟻喩経 (北宋・施護訳)
- 證契大乗経 (地婆訶羅訳)
- 難提釈経 (西晋・法炬訳)
- 宝女所問経 (西晋・竺法護訳)
- 宝星陀羅尼経 (波羅頗蜜多羅訳)
- 宝授菩薩菩提行経 (南朝宋・法賢訳)
- 宝積三昧文殊師利菩薩問法身経 (後漢・安世高訳)
- 蘇婆呼童子請問経 (輸波迦羅訳)
- 蘇悉地羯羅供養法 (善無畏訳)
- 蘇悉地羯羅経 (輸迦婆羅訳)
- 譬喩経 (唐・義浄訳)
- 釈摩男本四子経 (三国呉・支謙訳)
- 大毘盧遮那成仏神変加持経 (宝月)
- 灌頂王喩経 (北宋・施護訳)
- 護国尊者所問大乗経 (北宋・施護訳)
- 護国経 (北宋・法賢訳)
- 弁意長者子経 (法場訳)
- 鉄城泥犁経 (曇無蘭訳)
- 魔嬈乱経
- 顕無邊仏土功徳経 (唐・玄奘訳)
- 観世音菩薩授記経 (曇無竭訳)
- 観虚空蔵菩薩経 (曇摩蜜多訳)
- 観想仏母般若波羅蜜多菩薩経 (北宋・天息災訳)
- 観察諸法行経 (隋・闍那崛多訳)
- 観弥勒菩薩上生兜率天経 (沮渠京声訳)
- 鸚鵡経 (南朝宋・求那跋陀羅訳)

## 論書
- 牟子理惑論
- 肇論
- 沙門不敬王者論 (東晋・慧遠)
- 大乗起信論
- 無量寿経優婆提舎願生偈註 (北魏・曇鸞)
- 弘明集
- 摩訶止観 (隋・智顗)
- 童蒙止観 (隋・智顗)
- 三論玄義
- 広弘明集
- 金剛錍
- 華厳一乗教義分斉章
- 原人論
- 輔教編

## 仏教史籍・語録
- 出三蔵記集 (南朝梁・僧佑)
- 大宋僧史略 (北宋・賛寧)
- 仏祖統紀 (南宋・志磐)
- 高僧伝 (南朝梁・慧皎)
- 比丘尼伝
- 続高僧伝（唐・道宣）
- 宋高僧伝（北宋・賛寧）
- 求法高僧伝（唐・義浄）
- 洛陽伽藍記 (北魏・楊衒之)
- 大唐西域記（唐・玄奘）
- 六祖壇経
- 神会禅話録
- 船子和尚撥棹歌 (唐・徳誠)
- 無畏三蔵禅要
- 禅源諸詮集都序 (唐・圭峰宗密)
- 宝林伝 (唐・智炬)
- 祖堂集 (五代・静、筠二禅師)
- 宗鏡録 (五代・永明延寿)
- 禅林僧宝伝
- 景徳伝灯録 (宋・道原)
- 古尊宿語録 (宋・賾蔵主)
- 五灯会元 (南宋・普済)
- 林間録